# Cité Paradis
Cité Paradis är en gata i Quartier de la Porte-Saint-Denis i Paris tionde arrondissement. Gatans namn är av oklart ursprung. Cité Paradis börjar vid Rue de Paradis 43 och slutar vid Rue d'Hauteville 57.

## Omgivningar
- Saint-Eugène-Sainte-Cécile
- Notre-Dame de Bonne-Nouvelle
- Saint-Laurent
- Conservatoire national supérieur de musique et de danse de Paris
- Boulevard de Bonne-Nouvelle
- Rue des Petites-Écuries
- Cour des Petites-Écuries
- Passage des Petites-Écuries
- Rue d'Enghien
- Rue Gabriel-Laumain
- Cité de Trévise
- Rue Ambroise-Thomas

## Bilder
| - Saint-Eugène-Sainte-Cécile. - Notre-Dame-de-Bonne-Nouvelle. |

## Kommunikationer
- Tunnelbana – linjerna   – Bonne-Nouvelle
- Tunnelbana – linje  – Poissonnière
- Busshållplats Petites-Écuries – Paris bussnät, linje 39

### Webbkällor
- ”Cité Paradis”. Mairie de Paris. https://web.archive.org/web/20160303175242/http://www.v2asp.paris.fr/commun/v2asp/v2/nomenclature_voies/Voieactu/6958.nom.htm. Läst 30 november 2023.
- ”Cité Paradis (10ème arrondissement)”. Les rues de Paris. https://web.archive.org/web/20160409084953/http://www.parisrues.com/rues10/paris-10-cite-paradis.html. Läst 30 november 2023.